# トライフォース (アーケードゲーム基板)
トライフォース（Triforce）は、セガ・ナムコ（後のバンダイナムコアミューズメント）・任天堂の3社が共同開発したアーケードゲーム用システム基板。

## 概要
任天堂のゲーム機「ニンテンドー ゲームキューブ」の構造を応用して開発されたものである。そのため、一部のゲームタイトルはゲームキューブと互換性がある。
初回タイトルの『バーチャストライカー2002』のみ、NAOMIのDIMMボードを搭載した形で販売された。公式には専用基板扱いとなっており、ほかのタイトルの動作保証はない。
それ以降の生産分ではDIMMボード部分は統合されコンパクトになっている。

## 主なタイトル
- バーチャストライカー2002[2]、4、4 Ver.2006
- F-ZERO AX[3]
- アヴァロンの鍵[4][5]、Ver.1.20 新たなる召喚[6]
- マリオカート アーケードグランプリ1 & 2（マリオカートシリーズ）
- 激闘プロ野球